# Coordinatore delle professioni sanitarie militari
L'ufficiale del Corpo sanitario “coordinatore delle professioni sanitarie”  è un ufficiale che si occupa nelle forze armate essenzialmente del coordinamento delle professioni sanitarie (infermieristiche, riabilitative, tecnico-sanitarie e della prevenzione) nell'ambito formativo, logistico sanitario, addestrativo e del personale.

## Storia
Tale ruolo è stato introdotto nelle forze armate italiane con il decreto legislativo 15 marzo 2010, n. 66, come già nelle altre principali forze della NATO.
Precedentemente era collocato nel ruolo dei sottufficiali, in regime di completa subordinazione gerarchica rispetto a tutte le altre professioni sanitarie militari. Si accede tramite concorso interno pubblico RS da parte dei Sottufficiali infermieri in possesso di Laurea di primo livello di area sanitaria.